# Triglochin bulbosa
Triglochin bulbosa är en sältingväxtart som beskrevs av Carl von Linné. Triglochin bulbosa ingår i släktet sältingar, och familjen sältingväxter.

## Underarter
Arten delas in i följande underarter:
- T. b. bulbosa
- T. b. calcicola
- T. b. quarcicola
- T. b. tenuifolia

## Bildgalleri

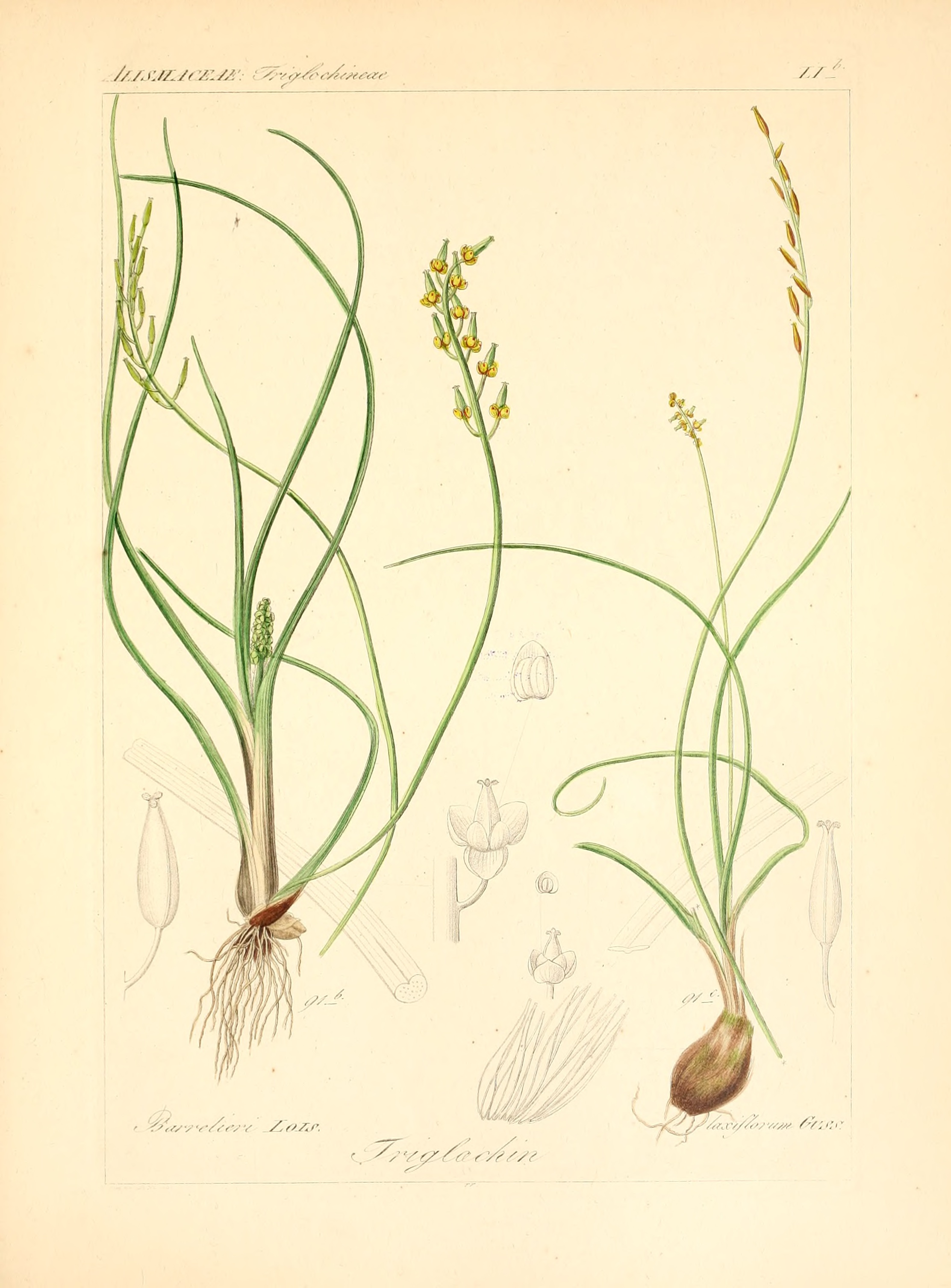
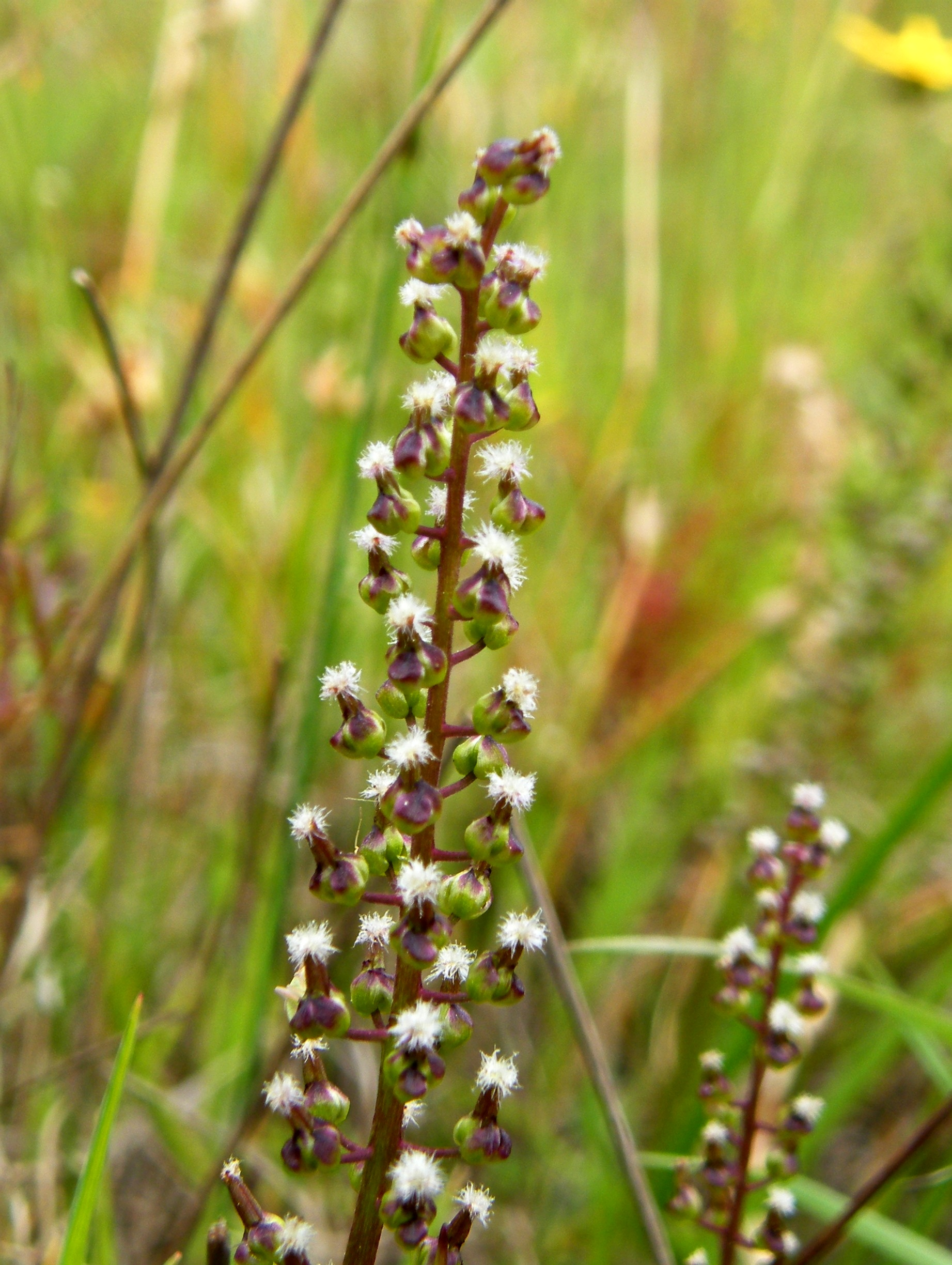
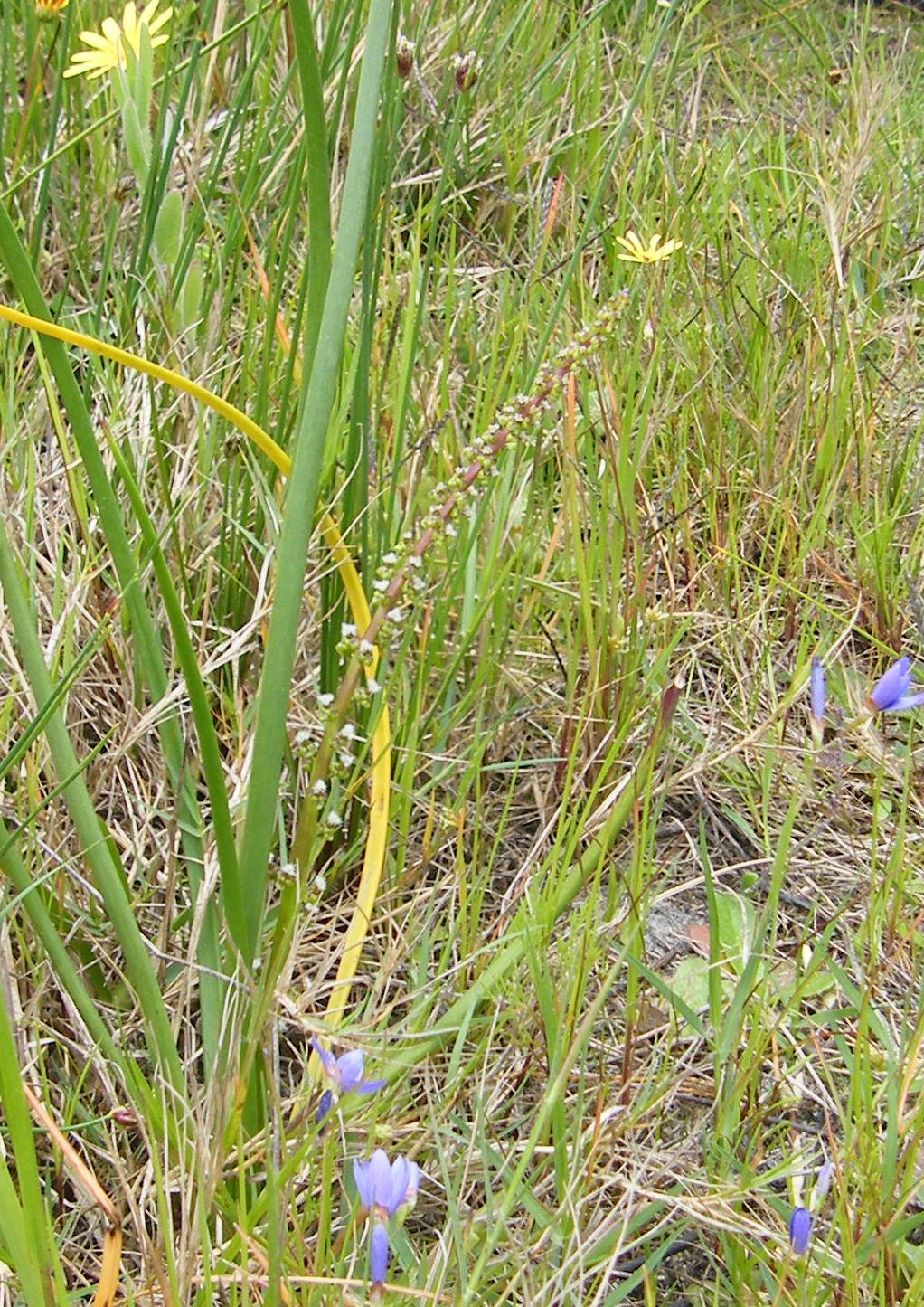